# Ahmed Essabai
Ahmed Essabai (* 25. Juni 2000) ist ein libyscher Leichtathlet, der sich auf den Sprint spezialisiert hat.

## Sportliche Laufbahn
Erste internationale Erfahrungen sammelte Ahmed Essabai im Jahr 2022, als er bei den Afrikameisterschaften in Port Louis mit 52,63 s in der ersten Runde im 400-Meter-Lauf ausschied. Anschließend kam er auch bei den Mittelmeerspielen in Oran mit 52,49 s nicht über den Vorlauf hinaus. 2024 schied er bei den Afrikameisterschaften in Douala mit 11,03 s im Vorlauf über 100 Meter aus und anschließend nahm er dank einer Wildcard an den Olympischen Sommerspielen in Paris teil und schied dort mit 11,89 s in der Vorausscheidungsrunde aus.

## Persönliche Bestleistungen
- 100 Meter: 11,03 s (+1,1 m/s), 21. Juni 2024 in Douala
- 400 Meter: 52,49 s, 1. Juli 2022 in Oran